# Våldets män
Våldets män (engelska: The Violent Men) är en amerikansk långfilm från 1955 i regi av Rudolph Maté, med Glenn Ford, Barbara Stanwyck, Edward G. Robinson och Dianne Foster i rollerna. Manuset är baserat på romanen Smoky Valley av Donald Hamilton.

## Handling
Boskapskungen Lee Wilkison (Edward G. Robinson) gör allt för att slå ut sina konkurrenter så att han en dag ska kunna styra hela den omkringliggande dalen. Till sin hjälp har han sin kalkylerande fru Martha (Barbara Stanwyck) och sin bror Cole (Brian Keith).
Men en av bönderna står upp mot Wilkinsons, den pensionerade arméofficern John Parrish (Glenn Ford). Han utövar främst passivt motstånd, efter att ha tröttnat på våld under det amerikanska inbördeskriget. Men när en av Wilkinsons män skjuter ner en av Parrishs medhjälpare så får han nog och börjar planera ett klart mer våldsamt motsvar.

## Rollista
| Glenn Ford         | – John Parrish          |
| Barbara Stanwyck   | – Martha Wilkison       |
| Edward G. Robinson | – Lew Wilkison          |
| Dianne Foster      | – Judith Wilkison       |
| Brian Keith        | – Cole Wilkison         |
| May Wynn           | – Caroline Vail         |
| Warner Anderson    | – Jim McCloud           |
| Basil Ruysdael     | – Tex Hinkleman         |
| Lita Milan         | – Elena                 |
| Richard Jaeckel    | – Wade Matlock          |
| James Westerfield  | – Sheriff Magruder      |
| Jack Kelly         | – De Rosa               |
| Willis Bouchey     | – Sheriff Martin Kenner |
| Harry Shannon      | – Purdue                |